# 运河街道 (杭州市)
运河街道是浙江省杭州市临平区下辖的一个街道办事处，位于临平区北部，2001年8月由原亭趾、博陆、五杭三镇合并而成，因京杭大运河横线东西而得名。运河街道原属余杭区管辖，2021年4月，其被划入临平区。全街道总面积40.42平方公里，总人口6.2423万人，其中外来人口2.5万人。

## 行政区划
2008年，运河街道下辖11个社区居委会、14个行政村，分别为：
- 亭趾社区、博陆社区、五杭社区、褚家坝社区、滩里村社区、南横港社区、章家河社区、道墩坝社区、圣塘河社区、长虹社区、南栅口社区；
- 亭趾村、费庄村、新宇村、戚家桥村、螺蛳桥村、五杭村、杭南村、唐公村、明智村、兴旺村、博陆村、东新村、双桥村、杭信村。

## 经济
运河镇地处杭嘉湖平原，经济较发达，主导产业有家用电器、箱包、搪瓷、机械链条等。2005年，全镇工农业总产值130.51亿元、财政总收入2.01亿元，综合实力列杭州市综合十强乡镇第6位。老板电器总部即位于此。